# Lluís Antoni Sobreroca i Ferrer
Lluís Antoni Sobreroca i Ferrer (Barcelona, 1922 - 5 d'agost de 1999) fou un sacerdot jesuïta, fundador i primer director d'Esade (Escola Superior d'Administració i Direcció d'Empreses).
Va ser president de la Fundació Pere Tarrés, dedicada a reinserir exreclusos; també president de l'Obra de la Visitació de Nostra Senyora. Sobreroca va fundar Esade en 1958, impulsat per un grup d'empresaris com Leandre Jover, Ramon Mas Bagà, Fernando de Pou, Ramon García Nieto, Joan Antoni Rumeu de Delás i Ignasi Vidal Gironella.
L'interés en la modernització de les empreses, la vinguda de les multinacionals nord-americanes a Espanya, el clima generat en la preparació del Pla d'Estabilització i la convertibilitat de la pesseta van resultar decisius en l'empenta fundacional de la primera escola d'estudis econòmics sense vincles amb la universitat pública. Els esmentats empresaris van proposar al llavors pare provincial dels jesuïtes a Barcelona, Victor Blajot, la creació d'Esade i aquest últim va encarregar el projecte a Sobreroca. Va ser el primer director d'Esade, succeït després per Mariano Ibar, Xavier Adroer, Víctor Filella, Lluis Maria Pugès.
El 6 de maig de 2014, el Consell de Districte de les Corts va aprovar la petició de donar el nom de Jardins de Sobreroca i Ferrer a l'espai enjardinat que s'ubica a la part alta de l'avinguda de Pedralbes i que uneix aquesta via amb el carrer Marquès de Mulhacén, en homenatge a Mn. Lluís Antoni Sobreroca i Ferrer.